# Hanebeck (Bauunternehmen)
Die Baugesellschaft Hanebeck mbH war eine deutsche Bauunternehmung. Sie ging zurück auf ein 1874 gegründetes Baugeschäft und existierte bis 1995. Hauptsitz des Unternehmens war Dortmund, Niederlassungen existierten zeitweise in Braunschweig und Frankfurt am Main. Als Spezialgebiet galten Industrie-, Wasser- und Brückenbau, Rammarbeiten sowie die Sicherung historischer Bauwerke.

## Geschichte
Der Zimmermeister Karl Hanebeck machte sich im September 1874 in Dortmund als Bauunternehmer selbstständig. Schon bald spezialisierte sich das Unternehmen auf Industrie-, Wasser- und Brückenbau sowie Rammarbeiten; es war in den 1890er Jahren maßgeblich am Bau des Dortmunder Hafens beteiligt. Als Karl Hanebeck 1910 im Alter von 59 Jahren starb, führten seine drei Söhne, Bauingenieur August Hanebeck, Diplom-Ingenieur Wilhelm Hanebeck und Diplom-Kaufmann Hugo Hanebeck, das Unternehmen fort. Neben den ingenieurtechnisch anspruchsvollen Bauaufgaben im Bereich des Tief- und Hochbaus pflegte das weiterhin unter der Firma Karl Hanebeck geführte Unternehmen aber auch die ursprünglichen Tätigkeitsbereiche im Zimmermannshandwerk und in der Holzbearbeitung.
Am Ende des Zweiten Weltkriegs waren etwa 60 % des Geräteparks zerstört oder verloren, in der Zeit des Wiederaufbaus und des Wirtschaftswunders erholte sich das Unternehmen jedoch bald von diesen Verlusten. Seit den 1950er Jahren gehörte zu den Arbeitsgebieten des nun als Baugesellschaft Hanebeck mbH firmierenden Unternehmens auch die Sicherung bzw. Sanierung historischer Bauwerke. Unter Geschäftsführung durch Bernhard von Glisczynski expandierte das Unternehmen stark, unter anderem mit den Niederlassungen in Braunschweig und Frankfurt am Main. Nach dem Tod von Hugo und August Hanebeck im Jahre 1956 trat Carl August Hanebeck, der Sohn von August Hanebeck, in das Unternehmen ein. Als Wilhelm Hanebeck 1966 verstarb, wurde Carl August Hanebeck Alleininhaber der Gesellschaft, die bis 1995 existierte.

## Bauwerke
Industriebauten
- 1951: Schachtanlage „Ernst Brandi“ der Zeche Minister Stein in Dortmund-Brechten
- 1953–1964: Neubauten der Dortmunder Ritter-Brauerei in Dortmund
- 1954–1960: Neubauten der Zeche Recklinghausen in Recklinghausen
- 1955: Versorgungstunnel der Dortmunder Union-Brauerei in Dortmund, Rheinische Straße
- 1964–1966: Neubauten der Schachtanlage Grimberg 3/4 der Zeche Monopol in Bergkamen
- 1968–1974: Hochofen 6 der Hoesch AG in Dortmund
- 1966–1977: Neubauten der Kronen-Brauerei in Dortmund
- 1973: Zementverladeanlage und Anlegeplatz für die Seibel Zementwerke im Dortmunder Hafen
- 1986: Neubauten für den Schacht „Romberg“ der Zeche Werne in Werne-Langern
- 1986: Erweiterungsbauten der Kokerei Zollverein in Essen

Brücken
- um 1927: Straßenbrücke über die Weser bei Vlotho
- 1954: Straßenbrücke Uentrop
- 1957–1958, 1961–1962: Autobahnbrücke über die Volme und die Bundesstraße 54 in Hagen
- 1972–1976: Kanalbrücke in Hamm-Schmehausen
- 1960: Brücke der Warendorfer Straße über den Dortmund-Ems-Kanal in Münster
- 1977–1984: Brücke der Altendorfer Straße in Marl
- 1978–1979: Eisenbahnbrücke über die Ruhr in Neheim
- 1983–1989: Brücke in Duisburg-Wedau

Wasserbau- und Rammarbeiten
- 1920–1921: Wasserkraftwerk Westhofen (Ruhr)
- 1951: Ruhrwehr Dahlhausen
- 1953: Wasser-Erdbehälter in Soest
- 1955–1956: Hafen der Zeche Haus Aden in Bergkamen
- 1955–1956: Lippewehr Heessen
- 1955–1956: Emswehr Hanekenfähr bei Lingen
- 1957–1958: Neubauten für das Kraftwerk Gemeinschaftswerk Hattingen der VEW
- 1958–1960: Verlegung der Volme
- 1958–1964: Pumpwerk Herringen
- 1960: neues Schiffshebewerk Henrichenburg
- 1963–1979: Erweiterungsbauten für den Hafen Dortmund
- 1963–1964: Vorflutkanal Westfaliastraße in Dortmund
- 1964–1967, 1987–1988: Wehranlage Wickede (Ruhr)
- 1970–1973: Pumpwerk Wickede (Ruhr)
- 1971–1972: Emswehr Warendorf
- 1972: Neubau Klärwerk Oelbachtal in Querenburg
- 1975–1981: Pumpwerke in Gelsenkirchen
- 1985–1988: Ruhr-Stauwehr Schwitten
- 1989–1992: Pumpwerk Hamm

Hochbauten
- 1952: Großmarkt-Anlage in Dortmund
- 1952–1955: Neubauten des Schlachthofs in Dortmund
- 1954–1955: Polizeipräsidium in Dortmund
- 1960–1961: Burgholzschule in Dortmund
- 1964–1965: katholische Kirche St. Nikolaus von Flüe in Brackel
- 1979–1982: Umbau der alten Sparkasse zum Museum für Kunst und Kulturgeschichte Dortmund

Sicherung historischer Bauwerke
- Kirchen in Bochold, Brockhagen, Bünde, Cappel, Cappenberg, Dortmund (Eichlinghofen, Kirchderne, Kirchlinde), Freckenhorst, Georgsmarienhütte, Gütersloh, Helpup, Herten-Westerholt, Höxter, Langenhorst, Lemgo, Lette, Lünern, Marienfeld, Meggen, Mesum, Münster, Neubeckum, Neuenkirchen, Niederwenigern, Oberaden, Opherdicke, Recklinghausen, Rheine, Vreden, Warendorf, Wattenscheid, Wöbbel u. a. (in den Jahren 1958–1986)
- Schlösser in Bodelschwingh, Herten, Lenhausen, Moyland, Oberwerries, Ravensberg, Tatenhausen (in den Jahren 1959–1988)
- sonstige Bauwerke: Torhaus Brünninghausen (1957–1959), Haus Wenge (1966–1969), Burg Lüdinghausen (1969–1972), Haus Martfeld in Schwelm (1971–1980), Schornstein der Zeche Nachtigall in Bommern (1976–1980), Haus Langendreer (1977–1980)